# Hadena thecaphaga
Hadena thecaphaga är en fjärilsart som beskrevs av Max Wilhelm Karl Draudt 1937. Hadena thecaphaga ingår i släktet Hadena och familjen nattflyn. Inga underarter finns listade i Catalogue of Life.